# Idiophyes boninensis
Idiophyes boninensis là một loài bọ cánh cứng trong họ Endomychidae. Loài này được Sasaji miêu tả khoa học năm 1978.